# I Walk the Line (colonna sonora)
I Walk the Line è un album discografico colonna sonora del film Un uomo senza scampo del 1970. Pubblicato nel medesimo anno dalla Columbia Records, si tratta, essenzialmente di un album del cantautore country Johnny Cash (il suo 36º), in quanto l'intera colonna sonora è costituita quasi esclusivamente da canzoni del solo Cash, incluso un arrangiamento diverso della sua famosa I Walk the Line.

## Tracce
- Tutti i brani sono opera di Johnny Cash eccetto dove indicato diversamente.

1. Flesh and Blood - 2:39
2. I Walk the Line - 2:59
3. Hungry - 1:40
4. This Town - 2:30
5. This Side of the Law - 2:54
6. Flesh and Blood [Instrumental version] - 2:10
7. 'Cause I Love You - 1:48
8. 'Cause I Love You [Instrumental version] - 1:46
9. The World's Gonna Fall on You - 2:06
10. Face of Despair - 3:36
11. Standing on the Promises/Amazing Grace (Celso Carter, John Newton, Bill Walker) - 3:04

## Formazione
- Johnny Cash – voce, chitarra
- Marshall Grant – basso
- WS Holland – batteria
- Bob Wootton – chitarra elettrica
- The Carter Family – cori